# Lycium schweinfurthii
Lycium schweinfurthii är en potatisväxtart som beskrevs av Carl Lebrecht Udo Dammer. Lycium schweinfurthii ingår i släktet bocktörnen, och familjen potatisväxter. Inga underarter finns listade i Catalogue of Life.

## Bildgalleri

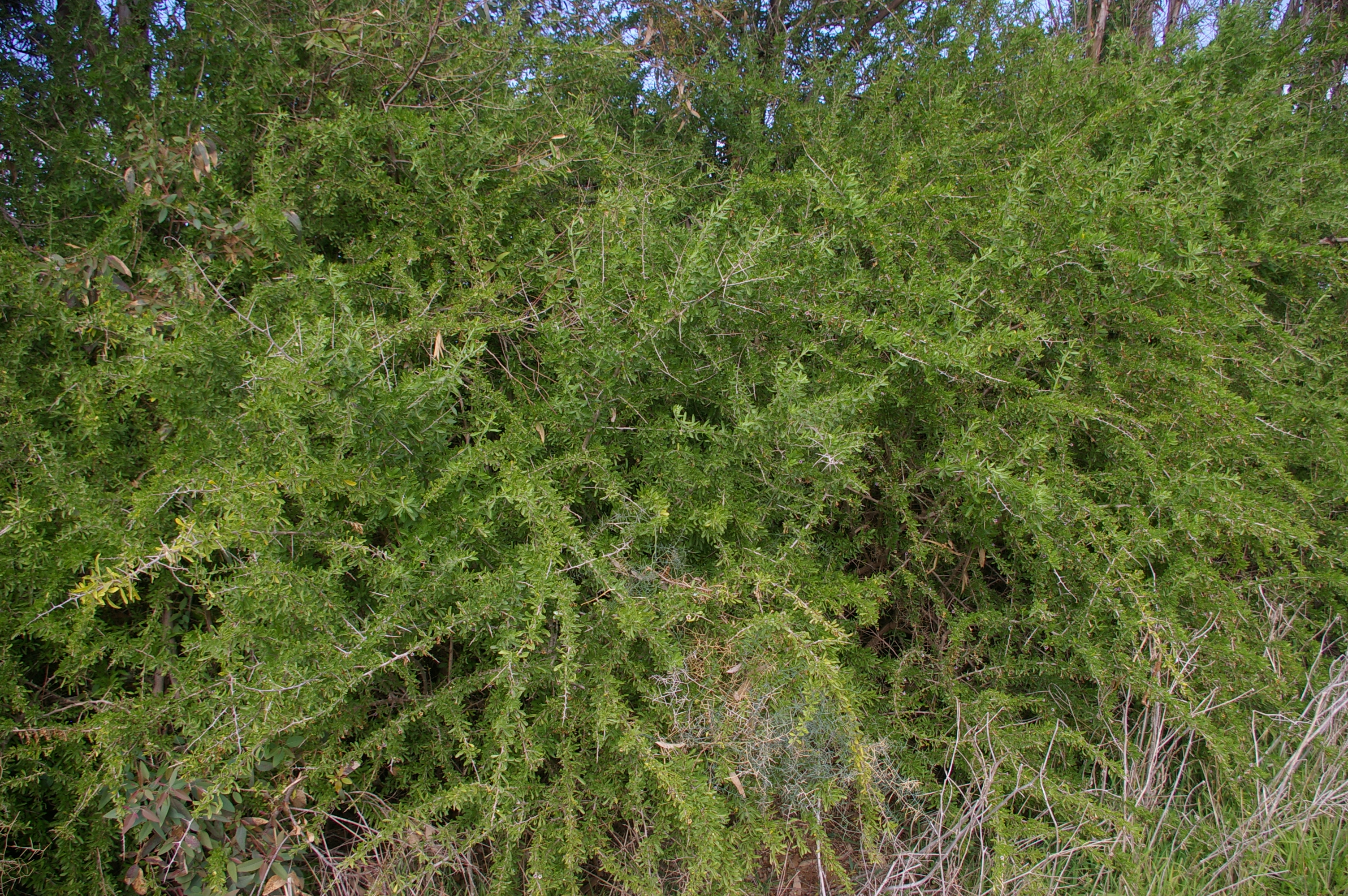
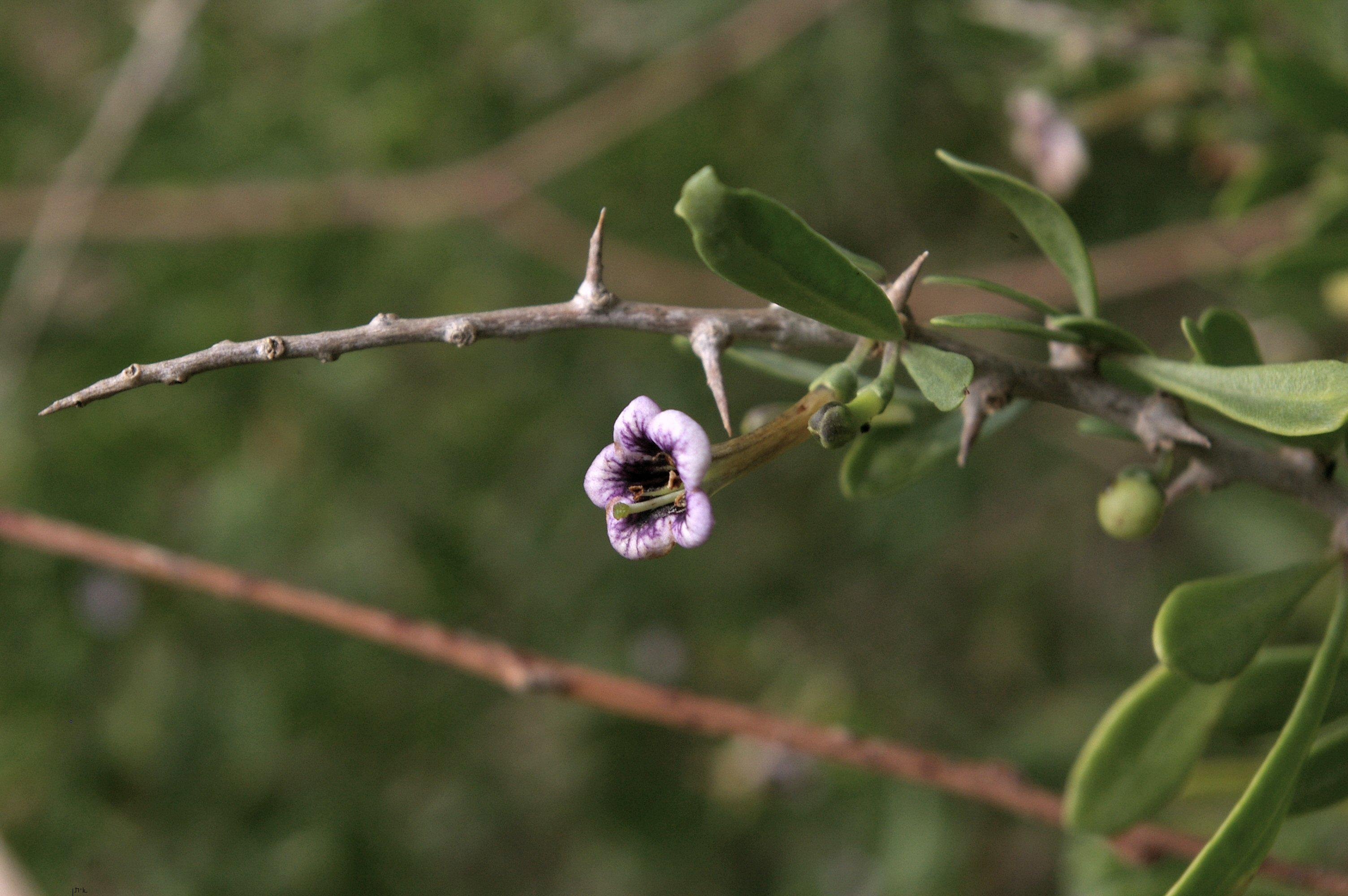
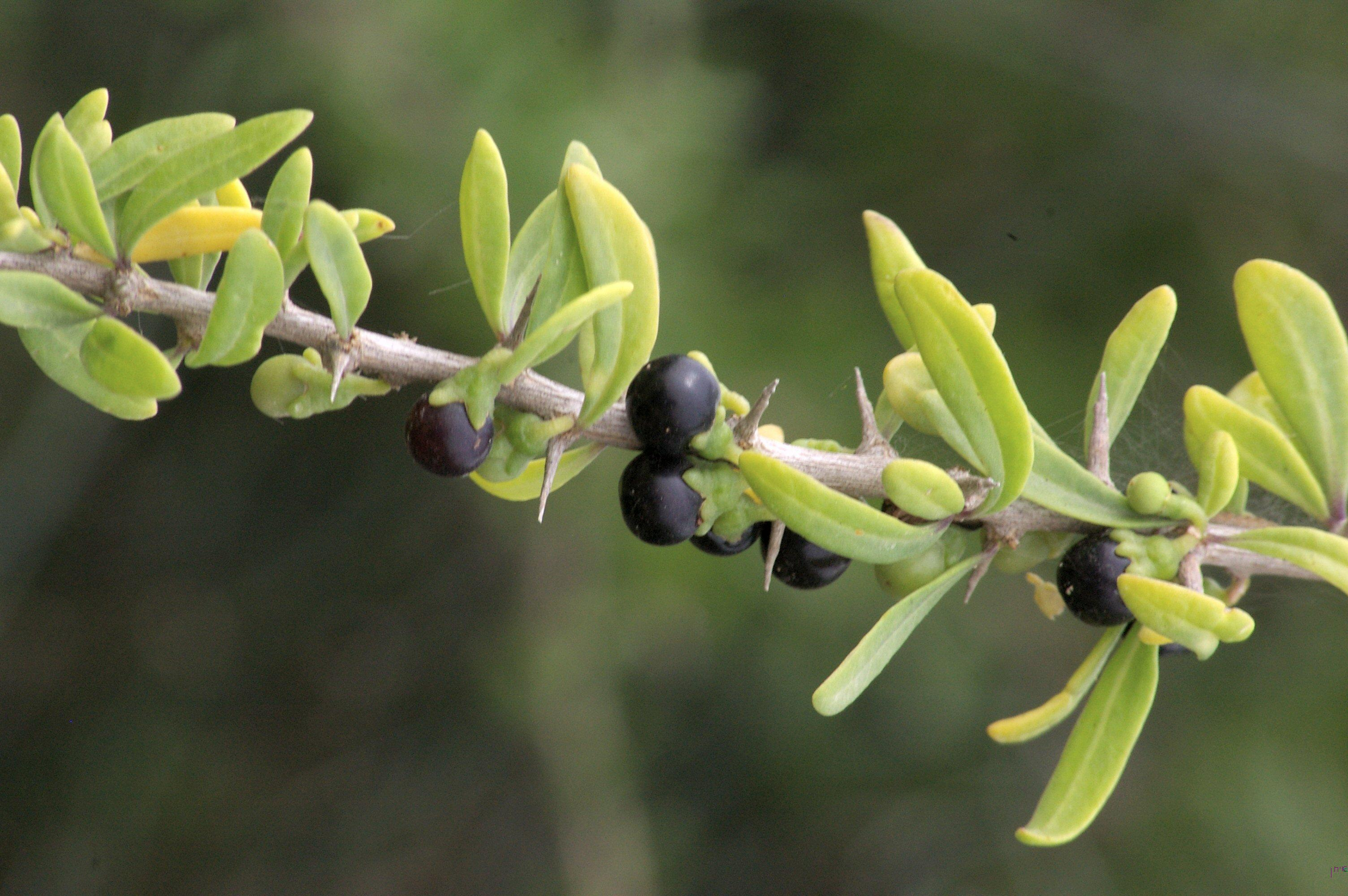